# Greg McDavis
Greg McDavis (ur. 28 stycznia 1951 w Norwich) – magister elektroniki i fizyki, z zawodu informatyk.
Greg McDavys to znany programista z okresów lat 80. i 90. Programował i uczył Turbo Pascala. Zawsze mówił, że naukę programowania trzeba zacząć od tego języka.
Można rzec, że McDavys był współtwórcą TP, wydawał książki (wtedy bardzo popularne) oraz udostępniał kompilatory do Turbo Pascala. Był twórcą wielu programów, pisał gry, kalkulatory i zegarki. Nie był jednak niezależny i pracował dla firm, osobiście wydawał już później tylko książki.
Jego najbardziej znanymi programami są kalkulatory, dawniej bardzo popularne i używane w prawie każdym zawodzie. Znany był też zegarek wielostrefowy (12 i 18 stref). Jeżeli chodzi o gry, McDavys raczej używał tych programów tylko do pokazów i nauki. Miał duży użytek z tak zwanej gry Jumpman (dzisiaj postać nazywa się Mario i użytkuje w zupełnie innej dziedzinie). Gra opierała się na skokach. McDavys pokazywał ustawianie parametrów, aby wszystkie realia były zachowane. Na skokach Jumpmana wzorował się Jussie Koskella, autor gry Deluxe Ski Jump napisanej w TP. Jussie przyznał, że grę zrobił dzięki długim naukom z McDavysem. McDavys na Jumpmanie pokazywał także strukturę dźwięków i na czym kryła się tajemnica dźwięków uderzenia, czyli odbicie od platformy (wcześniej zupełnie nowe zjawisko). Główną ideą Jumpmana było pokazanie struktur bitowych poruszania się postaci. McDavys zawsze mówił - "BIT MAPA i Matematyka" tak określał pokazy Jumpmana.